# Критические факторы изменения климата
Критические факторы изменения климата (англ. tipping points) — элементы климатической системы, изменения в которых могут существенно повлиять на климат Земли в целом. В геологической истории Земли такие изменения происходили неоднократно и, по геологическим меркам, быстро.
В настоящее время критические факторы изменения климата вызывают особый интерес в связи с изучением причин глобального потепления. Наблюдающиеся отклонения от среднестатистических значений температуры в некоторых регионах, например, в Арктике, могут запускать механизмы положительной обратной связи, вследствие чего рост средней температуры ещё более ускоряется. Термин «критический фактор изменения климата» стал употребляться в отчётах Межправительственной группы экспертов по изменению климата (МГЭИК) в конце XX века.
В теории динамических систем хорошо известны критические явления, когда небольшие пороговые изменения отдельных параметров системы могут приводить к её переходу в качественно другое состояние. Климатическая система Земли является настолько сложной и многофакторной, что до сих пор в научном сообществе нет согласия в том, какие из факторов, оказывающих влияние на климат, можно считать критическими. Тем не менее, некоторые механизмы положительной обратной связи надёжно установлены и активно изучаются.

## Критические элементы климатической системы
Далее критические элементы, влияющие на глобальный климат, перечислены в порядке, приведённом в обзорной статье в журнале PNAS:
- Площадь летнего льда в Арктике. Влияет на отражательную способность Земли и экосистемы.
- Ледники Гренландии. Таяние ледников приводит к повышению уровня моря.
- Ледники Антарктиды. Аналогично предыдущему.
- Атлантическая термохалинная циркуляция. Влияет на климат в Европе.
- Эль-Ниньо. Засухи в различных регионах мира.
- Индийские летние муссоны. Засухи, перенос воздушных масс.
- Сахарские и западноафриканские муссоны. Перенос воздушных масс.
- Тропические леса Амазонии. Биоразнообразие, количество осадков.
- Субарктические леса. Изменение экосистем.

Кроме вышеперечисленных элементов, влияние которых изучено количественно и для которых доступны численные оценки влияния на климат Земли, выделяют и другие факторы, которые оказывают, вероятно, не меньшее воздействие, однако количественно изучены хуже.
- Глубинные воды Антарктиды[англ.]. Океаническая циркуляция, фиксация углерода.
- Растительность тундры. Потепление, изменение экосистем.
- Вечная мерзлота. Выбросы метана и углекислого газа.
- Морские метаногидраты. Выбросы метана.
- Закисление океана. Изменение морских экосистем.
- Арктический озон. Ультрафиолетовое облучение.

## Каскадный эффект
Поскольку климатическая система является целостной, и все явления в ней взаимосвязаны, превышение порога какого-либо критического элемента может повлечь за собой цепочку воздействий других элементов. Такие эффекты называются каскадными. Так, например, таяние ледников и повышение уровня океана может повлечь изменения температурного режима в Арктике и привести к ещё более быстрому таянию вечной мерзлоты и выбросу дополнительного метана в атмосферу, что, в свою очередь, усиливает парниковый эффект и ускоряет таяние ледников.